# Авеноне Вила е Спесио (Бреша)
Авеноне Вила е Спесио је насеље у Италији у округу Бреша, региону Ломбардија.
Према процени из 2011. у насељу је живело 103 становника. Насеље се налази на надморској висини од 773 м.